# Yōsuke Ideguchi
Yōsuke Ideguchi (jap. 井手口 陽介, Ideguchi Yōsuke; * 23. August 1996 in Fukuoka) ist ein japanischer Fußballspieler.

## Karriere

### Verein
Über die Jugend von Aburayama Kameriazu kam Yōsuke Ideguchi als 13-Jähriger in die Akademie von Gamba Osaka.
Nach Abschluss seiner Ausbildung wurde er 2014 in den Profikader aufgenommen und mit der Mannschaft japanischer Meister. In der Saison 2016 erhielt er mit dem „New Hero Award“ und der Wahl zum „Rookie of the Year“ seine ersten beiden Auszeichnungen.
Im Januar 2018 verpflichtete ihn der englische Zweitligist Leeds United, wo Ideguchi einen bis 2023 gültigen Vertrag unterschrieb.
Nach nur fünf Einsätzen bei seiner Leihe für den spanischen Zweitligisten Cultural Leonesa verlieh ihn Leeds im August 2018 erneut, diesmal an den deutschen Zweitligisten SpVgg Greuther Fürth für die Saison 2018/19. Der Leihvertrag beinhaltete eine Kaufoption. Insgesamt absolvierte Ideguchi sieben Spiele und erzielte ein Tor für Greuther Fürth in der 2. Bundesliga, wobei er aufgrund einer Kreuzbandverletzung den Großteil der Saison verpasste. Nach der Leihe wechselte er zurück nach Japan zu Gamba Osaka.
Im Januar 2022 wechselte Ideguchi nach Schottland zu Celtic Glasgow, bei dem er einen Vierjahresvertrag unterschrieb. Nachdem Ideguchi in seinem ersten Jahr in Glasgow nur auf drei Ligaeinsätze gekommen war, wurde er ab Februar 2023 an Avispa Fukuoka verliehen. Am 4. November 2023 stand er mit Avispa im Finale des Ligapokals. Hier besiegte man die Urawa Red Diamonds mit 2:1. Nach der Leihe blieb er in Japan und wechselte zu Vissel Kōbe. Am 24. November 2024 stand er mit Vissel Kōbe im Endspiel des Kaiserpokals. Gegen Gamba Osaka gewann man durch das Tor von Taisei Miyashiro mit 1:0. Am Ende der Saison 2024 feierte er mit Vissel die japanische Meisterschaft.

### Nationalmannschaft
Nach Einsätzen für die japanische U19 und U23 läuft Ideguchi seit 2016 für die A-Auswahl seines Landes auf. Bei der WM 2018 stand er jedoch nicht im Kader.

## Erfolge
Gamba Osaka
- Japanischer Meister: 2014
- Japanischer Pokalsieger: 2014, 2015

Celtic Glasgow
- Schottischer Meister: 2022

Avispa Fukuoka
- Japanischer Ligapokalsieger: 2023

Vissel Kōbe
- Japanischer Meister: 2024
- Japanischer Pokalsieger: 2024

## Auszeichnungen
- J.League Best Young Player: 2016